# Gyöngyike Böndi
Gyöngyike Böndi (n. 2 octombrie 1952, Cluj, România) este un deputat român în legislatura 1996-2000, ales în județul Maramureș pe listele partidului UDMR.
În anul 2005 a fost numită prefect al județului Maramureș.